# I Really Like You
Singles de Carly Rae Jepsen
Take a pictures
(2013) Run Away With Me
(2015)
I Really Like You est une chanson de la chanteuse canadienne Carly Rae Jepsen pour son troisième album studio, Emotion (2015). Lancée le 2 mars 2015, elle a été écrite par Jepsen, Jacob Kasher Hindlin et Peter Svensson, et a été produite par Svensson.
I Really Like You a atteint la quatorzième place du Canadian Hot 100. Sur le plan international, la chanson a culminé dans le Top-10 de nombreux pays, dont le Danemark, la Finlande, le Japon, l'Indonésie, la république d'Irlande, la république d'Afrique du Sud et le Royaume-Uni, dans le Top-20 de l'Autriche, l'Allemagne, la Slovaquie et la Suisse et le Top-40 en France, en Espagne et aux États-Unis. La vidéo de la chanson, sortie le 6 mars 2015, met en vedette Tom Hanks et Justin Bieber.

## Production et composition
I Really Like You fut écrite par Jepsen, Jacob Kasher Hindlin and Peter Svensson, et produite par Peter Svensson Selon Jepsen, la chanson porte sur « cette période dans une relation où il est encore trop tôt pour dire « je t'aime » mais au delà de « tu me plais », au moment du « tu me plais vraiment vraiment beaucoup ». »

## Vente et palmarès
Au Canada, I Really Like You a débuté à la 14e place du Canadian Hot 100 publié le 21 mars 2015.
Aux États-Unis, la chanson a débuté à la 48e place du Billboard Hot 100 le 21 mars 2015 avec 38 000 copies vendues dès la première semaine. La chanson a atteint la 39e place le 2 mai 2015, devenant le troisième hit de Jepsen dans le Top-40 américain,,.
Au Royaume-Uni, la chanson a culminé à la troisième place de l'UK Singles Chart le 3 mai 2015, position conservée pendant deux semaines consécutives,.

## Clip Vidéo
Jepsen a filmé une partie de la vidéo le 16 février 2015 devant l'hôtel Mondrian à Manhattan avec Tom Hanks, Justin Bieber et une troupe de danseurs. Le vidéoclip est sorti le 6 mars 2015. Holly Gordon de CBC Music l'a décrit comme une « version plus plaisante » de la vidéo de Bitter Sweet Symphony (1997). Le vidéoclip audio de I Really Like You sur YouTube avait d'abord été géobloqué au Canada. Pour les lecteurs de l'hebdomadaire américain Billboard, au 24 juin, il s'agissait d'une des dix meilleures vidéos pour l'année 2015.
En février 2016, le clip avait été vu près de 130 millions de fois sur la plateforme YouTube. Il atteignait les 220 millions de vues en juin 2018.

## Liste de pistes
Téléchargement numérique
1. I Really Like You – 3:24

Téléchargement numérique – Remixes EP
1. I Really Like You (Blasterjaxx Remix) – 3:35
2. I Really Like You (The Scene Kings Remix) – 3:17
3. I Really Like You (The Scene Kings Extended Remix) – 4:35
4. I Really Like You (Wayne G. Club Mix) – 7:39
5. I Really Like You (Liam Keegan Remix Radio Edit) – 3:09
6. I Really Like You (Liam Keegan Extended Remix) – 4:39

## Classement  et Certification

### Classement
| Classement                              | Meilleure position |
| --------------------------------------- | ------------------ |
| Allemagne (Media Control AG)            | 15                 |
| Belgique (Flandre Ultratip 100)         | 44                 |
| Belgique (Wallonie Ultratop 50 Singles) | 43                 |
| Écosse (OCC)                            | 1                  |
| Espagne (PROMUSICAE)                    | 27                 |
| France (SNEP)                           | 39                 |
| France (SNEP Streaming)                 | 49                 |
| France (SNEP Radio)                     | 20                 |
| Royaume-Uni (UK Singles Chart)          | 3                  |
| Suisse (Schweizer Hitparade)            | 15                 |
| Suède (Sverigetopplistan)               | 25                 |
| Pays-Bas (Single Top 100)               | 16                 |
| Italie (FIMI)                           | 42                 |
| Danemark (Tracklisten)                  | 7                  |
| Australie (ARIA)                        | 37                 |
| Autriche (Ö3 Austria Top 40)            | 11                 |
| Irlande (IRMA)                          | 1                  |
| Japon (Hot 100)                         | 4                  |
| États-Unis (Hot 100)                    | 39                 |

### Certifications
| Pays                 | Certification | Ventes  |
| -------------------- | ------------- | ------- |
| Canada (CRIA)        | Or            | 40 000  |
| Danemark (IFPI)      | Or            | 30 000  |
| Italie (FIMI)        | Or            | 25 000  |
| Japon                | Platine       | 250 000 |
| Espagne (PROMUSICAE) | Or            | 20 000  |
| Suède                | Platine       | 40 000  |
| Royaume-Uni          | Platine       | 600 000 |
| États-Unis           |               | 500 000 |

## Parodies et reprises
- Bart Baker a mis en ligne une vidéo parodique en modifiant toutes les paroles ;
- Justin Bieber a diffusé une vidéo de lui, d'Ariana Grande, Kendall Jener et autres en train de danser sur la chanson de Carly Rae Jepsen ;
- Kurt Hugo Schneider a sorti une reprise de la chanson vue plus de 20 millions de fois sur YouTube ;
- Le site CollegeHumor a mis en ligne le clip original de Jepsen avec les mêmes paroles mais sans la musique et avec le bruitage de chaque action des figurants.

## Performances

### Performances en direct
Carly Rae Jepsen a interprété I Really Like You aux États-Unis sur les plateaux de Good Morning America (2 mars 2015), Jimmy Kimmel Live! (5 mars 2015), et Saturday Night Live. En France elle s'est produite chez C'Cauet et sur le plateau de C à vous (2 juin 2015)[réf. nécessaire].

### Performances dans d'autres médias
Carly Rae Jepsen interprète ce titre dans le 22e épisode de la saison 7 de la série télévisée Castle dans lequel elle apparait dans son propre rôle.